# Paso El León
Paso El León, o simplemente El León, es una localidad rural de Chile que se ubica en la comuna de Cochamó, Región de Los Lagos. Se encuentra junto al río Manso, en el límite fronterizo con Argentina, a 157 km de Puerto Montt y a 113 km de Bariloche.
Su nombre se origina por el río Los Leones en el valle El León, que desciende desde el norte hasta el río Manso. En las inmediaciones de El León, a tan solo un kilómetro, se encuentra el Paso Río Manso que comunica a Chile con la provincia argentina de Río Negro. También se encuentra a 9 km de Torrentoso y a 33 km de la localidad de El Manso, ambas ubicadas en el valle del río Manso.
En Paso El León existen varios atractivos naturales y culturales asociados a los colonos de montaña. Aquí se pueden ver puentes colgantes, arquitectura tradicional y formas de vida de interés para los visitantes. Es en esta localidad donde se encuentra la famosa casa que tras el Laudo Arbitral quedó en medio de la frontera de Chile y Argentina y con un Hito en medio del patio de su casa.
En el invierno de 2012 —producto de intensas nevadas— colapsó la única pasarela sobre el río Manso que permite salir hacia Argentina, dejando aisladas a alrededor de 150 personas. El 2018 el Gobierno Regional se comprometió a la pronta construcción de la nueva estructura, pero a mediados de 2019 las obras aún no era licitadas.